# Adetus striatopunctatus
Adetus striatopunctatus är en skalbaggsart som beskrevs av Stefan von Breuning 1940. Adetus striatopunctatus ingår i släktet Adetus och familjen långhorningar.
Artens utbredningsområde är Uruguay. Inga underarter finns listade i Catalogue of Life.